# Marija Manołowa
Maria Momczewa Manołowa  (bułg. Мария Момчева Манолова; ur. 6 września 1963 w Czepełare) – bułgarska biathlonistka, trzykrotna medalistka mistrzostw świata.

## Kariera
W zawodach Pucharu Świata zadebiutowała 15 lutego 1986 roku w Falun, zajmując 22. miejsce w sprincie. Tym samym już w debiucie zdobyła pierwsze punkty. Na podium zawodów pucharowych pierwszy raz stanęła 30 stycznia 1988 roku w Ruhpolding, kończąc rywalizację w sprincie na trzeciej pozycji. W zawodach tych wyprzedziły ją tylko jej rodaczka Cwetana Krystewa i Petra Schaaf z RFN. W kolejnych startach jeszcze pięć razy stawała na podium: 18 marca 1988 roku w Jyväskylä wygrała bieg indywidualny, dzień później w tej samej miejscowości była trzecia w sprincie, 15 grudnia 1988 roku w Les Saisies ponownie wygrała bieg indywidualny, a 28 stycznia 1989 roku i 27 stycznia 1990 roku w Ruhpolding zajmowała trzecie miejsce w sprincie. Najlepsze wyniki osiągnęła w sezonie 1987/1988, kiedy zajęła szóste miejsce w klasyfikacji generalnej.
Podczas mistrzostw świata w Feistritz w 1989 roku wspólnie z Cwetaną Krystewą i Nadeżdą Aleksiewą zdobyła srebrny medal w sztafecie. Był to pierwszy w historii medal dla Bułgarii w tej konkurencji. Na rozgrywanych rok później mistrzostwach świata w Oslo/Mińsku/Kontiolahti razem z Krystewą, Aleksiewą i Iwą Karagiozową zajęła trzecie miejsce w biegu drużynowym. Ponadto podczas mistrzostw świata w Lahti w 1991 roku zdobyła srebro w biegu drużynowym, startując z Karagiozową, Aleksiewą i Siłwaną Błagoewą. Była też między innymi czwarta w sztafecie na mistrzostwach świata w Chamonix w 1988 roku i MŚ 1990.
W 1992 roku wystartowała na igrzyskach olimpijskich w Albertville, zajmując w swoim jedynym starcie 16. miejsce w biegu indywidualnym. Brała też udział w igrzyskach w Lillehammer dwa lata później, zajmując 22. miejsce w biegu indywidualnym, 52. w sprincie i 13. w sztafecie.

## Osiągnięcia

### Igrzyska olimpijskie
| Rok  | Miejscowość | Konkurencje | Konkurencje | Konkurencje | Konkurencje | Konkurencje | Konkurencje | Konkurencje |
| Rok  | Miejscowość | IN          | SP          | PU          | MS          | RL          | MR          | SR          |
| ---- | ----------- | ----------- | ----------- | ----------- | ----------- | ----------- | ----------- | ----------- |
| 1992 | Albertville | 16.         | –           | nd.         | nd.         | –           | nd.         | –           |
| 1994 | Lillehammer | 22.         | 52.         | nd.         | nd.         | 13.         | nd.         | –           |

### Mistrzostwa świata
| Rok  | Miejscowość            | Konkurencje | Konkurencje | Konkurencje | Konkurencje | Konkurencje | Konkurencje | Konkurencje |
| Rok  | Miejscowość            | IN          | SP          | PU          | MS          | RL          | MR          | SR          |
| ---- | ---------------------- | ----------- | ----------- | ----------- | ----------- | ----------- | ----------- | ----------- |
| 1986 | Falun                  | –           | 22.         | nd.         | nd.         | 6.          | nd.         | –           |
| 1987 | Lahti                  | 18.         | –           | nd.         | nd.         | 6.          | nd.         | –           |
| 1988 | Chamonix               | 15.         | 13.         | nd.         | nd.         | 4.          | nd.         | –           |
| 1989 | Feistritz              | 14.         | 8.          | nd.         | nd.         | 2.          | nd.         | –           |
| 1990 | Oslo/Mińsk/Kontiolahti | 14.         | 10.         | nd.         | nd.         | 4.          | nd.         | –           |
| 1991 | Lahti                  | 28.         | 40.         | nd.         | nd.         | 6.          | nd.         | –           |
| 1992 | Nowosybirsk            | nd.         | nd.         | nd.         | nd.         | nd.         | nd.         | –           |
| 1993 | Borowec                | 24.         | 30.         | nd.         | nd.         | 8.          | nd.         | –           |
| 1997 | Osrblie                | DNF         | 58.         | nd.         | nd.         | 11.         | nd.         | –           |

### Puchar Świata

#### Miejsca w klasyfikacji generalnej
| Sezon     | Miejsce |
| --------- | ------- |
| 1985/1986 | ?       |
| 1986/1987 | ?       |
| 1987/1988 | 6.      |
| 1988/1989 | 9.      |
| 1989/1990 | 10.     |
| 1990/1991 | 28.     |
| 1991/1992 | 12.     |
| 1992/1993 | 23.     |
| 1993/1994 | 68.     |
| 1996/1997 | -       |

#### Miejsca na podium w zawodach chronologicznie
| Lp. | Dzień       | Rok  | Miejscowość | Konkurencja                | Lokata | Pudła   | Czas biegu | Strata | Zwycięzca            |
| --- | ----------- | ---- | ----------- | -------------------------- | ------ | ------- | ---------- | ------ | -------------------- |
| 1.  | 30 stycznia | 1988 | Ruhpolding  | Sprint na 7,5 km           | 3.     | 1+2     | 19:36,8    | +44,1  | Cwetana Krystewa     |
| 2.  | 18 marca    | 1988 | Jyväskylä   | Bieg indywidualny na 15 km | 1.     | 0+2+0   | 36:16,3    | –      | –                    |
| 3.  | 19 marca    | 1988 | Jyväskylä   | Sprint na 7,5 km           | 3.     | 1+2     | 36:16,3    | +45,8  | Helga Øvsthus        |
| 4.  | 15 grudnia  | 1988 | Les Saisies | Bieg indywidualny na 15 km | 1.     | 0+2+0+0 | 59:24,2    | –      | –                    |
| 5.  | 28 stycznia | 1989 | Ruhpolding  | Sprint na 7,5 km           | 3.     | 1+0     | 24:43,9    | +56,5  | Swietłana Pieczorska |
| 6.  | 27 stycznia | 1990 | Ruhpolding  | Sprint na 7,5 km           | 3.     | 1+1     | 21:32,6    | +40,9  | Jiřina Pelcová       |